# Феліця (Лодзинське воєводство)
Феліця (пол. Felicja) — село в Польщі, у гміні Ленки-Шляхецькі Пйотрковського повіту Лодзинського воєводства.
Населення — 117 осіб (2011).
У 1975-1998 роках село належало до Пйотрковського воєводства.

## Демографія
Демографічна структура станом на 31 березня 2011 року:
|          | Загалом | Допрацездатний вік | Працездатний вік | Постпрацездатний вік |
| -------- | ------- | ------------------ | ---------------- | -------------------- |
| Чоловіки | 56      | 16                 | 32               | 8                    |
| Жінки    | 61      | 11                 | 36               | 14                   |
| Разом    | 117     | 27                 | 68               | 22                   |